# غولدن إي. جونسون
غولدن إي. جونسون (بالإنجليزية: Golden E. Johnson) هي قاضية أمريكية، ولدت في 1944، وتوفيت في 2010.